# تل سكين
تل سكين قرية سورية تتبع ناحية مركز محردة في منطقة محردة في محافظة حماة. بلغ عدد سكانها 1963 نسمة في عام 2004 حسب إحصاء المكتب المركزي للإحصاء.

## وصلات خارجية
- الوحدات الإدارية في محافظة حماة